# Яфсоанит
Яфсоанит (англ. Yafsoanite) — редкий минерал, относится к классу оксидов. Назван в по аббревиатуре ЯФСОАН (Якутский филиал Сибирского отделения Академии Наук).

## Свойства
Яфсоанит — прозрачный минерал со стеклянным блеском. Имеет твердость по шкале Мооса 5,5, кристаллы относятся к кубической сингонии, имеют кубооктаэдрическую или додекаэдричекую форму. Встречается в виде отдельных кристаллов размером до 0,5 мм, в виде радиально-лучистых агрегатов и сферолитов. Яфсоанит открыт в 1982 году в Якутии (Куранахское месторождение).

## Название на других языках
- немецкий — Yafsoanit;
- испанский — Yafsoanita;
- английский — Yafsoanite.